# Kourtney Kardashian
Kourtney Mary Kardashian Barker (Beverly Hills, 1979. április 18. –) amerikai celeb és valóságshow-sztár, életmódtanácsadó és modell. 2007-ben családjával a Keeping up with the Kardashians című valóságshow-ban szerepeltek, ezzel szereztek világhírnevet maguknak. Anyja Kris Jenner, menedzser, apja Robert Kardashian. Testvérei: Kim Kardashian, Khloé Kardashian, Rob Kardashian, Kendall Jenner és Kylie Jenner. Anyja 1991-ben elvált apjától, és még ebben az évben hozzáment Caitlyn Jenner-hez (akkor még Bruce volt a neve). Mostohaapja révén négy mostohatestvére van: Burton "Burt" Jenner, Brandon Jenner, Cassandra "Casey" Jenner és Brody Jenner. 2001-ben meghalt az apja nyelőcsőrákban.

## Korai évek
Kourtney legelőször a tévék képernyőjére az egyik valóságshow-ban tűnt fel még 2005-ben, az ott szerzett bevételét mind jótékonysági szervezeteknek adta.  
2007 februárjában kiszivárgott legidősebb húga, Kim Kardashian és akkori párja, Ray J szexvideója, amely nagyban hozzájárult Kardashianék ismertségéhez.  
Emiatt a szexvideó miatt kaptak egy valóságshow-t, amiben Kourtney, Kourtney anyja, Kris Jenner, mostohaapja, Bruce Jenner, húgai: Kim és Khloé Kardashian, valamint féltestvérei: Kendall Jenner és Kylie Jenner szerepeltek benne. A sorozat nagy sikernek örvendett, és számos spin-offhoz vezetett.
Kourtney és édesanyja, Kris a Smoth nevű gyerekruha bolt tulajdonosai. Kourtney Kim-mel és Khloé-val megnyitották a D-A-S-H nevű ruhaboltukat, amit New York-ban, Miami-ban és Los Angeles-ben is üzemeltették.
Kourtney és édestestvérei 2010 tavaszán bejelentették, hogy egy új szépészeti terméken dolgoznak, és 2010 augusztusában meg is jelent a Kardashian Glamour Tan nevű nap nélküli barnító krém.
2010 novemberében Kourtney és testvérei kiadták a Kardashian Konfidential című könyvet.

## Magánélete
Kourtney 2006-ban találkozott Scott Disick-kel Joe Francis mexikói házibuliján. Kapcsolatuk 2006-tól 2015-ig tartott.
Kourtney Kardashian-nak és Scott Disick-nak 3 közös gyermekük van:
Mason Dash Disick (2009. december 14.)
Mason már a születése első pillanatától szerepelt a családi valóságshow-ban, a Keeping up with the Kardashians-ban, Kourtney a valóságshow-ban tudta meg, hogy terhes és kamerák kereszttüzében szülte meg kisfiát. A fiú születése igazi szenzációnak számított a reality show 4. évadának végén.
Mason még nagyon fiatal, de már meg volt első botránya is: 2020-ban a szülei tudta és beleegyezése nélkül nyilvános Instagram fiókot és Tik Tok profilt hozott létre, ahol családi titkokat fecsegett ki, és megsértett egy amerikai influenszert is. Szülei nem sokkal később törölték az instagram- Tik Tok fiókját is.
Penelopé Scotland Disick (2012. július 8.)
Kourtney és Scott egyetlen lánya, második gyermeke Penelopé Scottland. Második neve a Scotland (magyarul: Skócia) utal anyja skót származására.  Penelopé is nagyon fiatal, de neki is vannak “botrányai”, általában azért, mert édesanyja és nagyanyja megengedi neki a hajhosszabbítást és a műkörmöt ennyi idősen.
Reign Aston Disick (2014. december 14.)
A kis Reign Kourtney és Scott második fia, harmadik gyereke, aki bátyja után kereken 5 évvel született. Ő a kivétel Kourtney gyerekei közül, mert az ő születésénél édesanyja már nem volt olyan barátságos a tévéstábbal, így az ő születését nem forgatták le, és a kisfiú az első pár hónapban nem is szerepelt a valóságshowban, csak utána. Kourtey fiát sokszor támadták annak hosszú haja miatt, így 2020 augusztusában Reign megvált derékig érő hajkoronájától.

## Főbb filmszerepei
| Év            | Film/TV-műsor                        | Szerep     | Megjegyzés               |
| ------------- | ------------------------------------ | ---------- | ------------------------ |
| 2022-jelenleg | The Kardashians                      | saját maga | valóságshow (3 epizód)   |
| 2021          | For Real: The Story of Reality TV    | saját maga | valóságshow              |
| 2020          | DAVE                                 |            | comedy                   |
| 2017          | Collision Course                     |            | dokumentum               |
| 2015          | I Am Cait                            | saját maga | valóságshow              |
| 2014-2015     | Kourtney and Khloe Take the Hamptons | saját maga | valóságshow (10 epizód)  |
| 2015          | Dash Dolls                           |            | valóságshow              |
| 2011-2012     | Kourtney and Kim Take New York       | saját maga | valóságshow (20 epizód)  |
| 2009-2010     | Kourtney and Khloe Take Miami        | saját maga | valóságshow (18 epizód)  |
| 2007-2013     | Kourtney and Kim Take Miami          | saját maga | valóságshow (18 epizód)  |
| 2007-2021     | Keeping Up With the Kardashians      | saját maga | valóságshow (280 epizód) |
| 2005          | Filthy Rich: Cattle Drive            |            | valóságshow              |

## További információ
- Hivatalos oldal
- Kourtney Kardashian a Facebookon
- Kourtney Kardashian az Internetes Szinkronadatbázisban (magyarul)
- Kourtney Kardashian az Internet Movie Database-ben (angolul)
- Kourtney Kardashian a Rotten Tomatoeson (angolul)